# Lijst van voetbalinterlands Cuba - Suriname
Deze lijst van voetbalinterlands is een overzicht van alle officiële voetbalwedstrijden tussen de nationale teams van Cuba en Suriname. De landen speelden tot op heden twaalf keer tegen elkaar. De eerste ontmoeting, een wedstrijd tijdens het CCCF-kampioenschap 1960, werd gespeeld in Havana op 18 februari 1960. Het laatste duel, een groepswedstrijd tijdens de CONCACAF Nations League 2023/24, vond plaats op 12 september 2023 in Santiago de Cuba.

## Wedstrijden
| №  | Plaats           | Datum             | Competitie                      | Wedstrijd       | Uitslag |
| -- | ---------------- | ----------------- | ------------------------------- | --------------- | ------- |
| 1  | Havana           | 18 februari 1960  | CCCF-kampioenschap 1960         | Cuba – Suriname | 0 – 2   |
| 2  | Havana           | 17 augustus 1980  | WK 1982 kwalificatie            | Cuba − Suriname | 3 − 0   |
| 3  | Paramaribo       | 7 september 1980  | WK 1982 kwalificatie            | Suriname − Cuba | 0 − 0   |
| 4  | San Fernando     | 3 juni 1996       | Caribbean Cup 1996              | Cuba − Suriname | 4 − 0   |
| 5  | Havana           | 2 april 2000      | WK 2002 kwalificatie            | Cuba − Suriname | 1 − 0   |
| 6  | Paramaribo       | 16 april 2000     | WK 2002 kwalificatie            | Suriname − Cuba | 0 − 0   |
| 7  | Tunapuna         | 16 mei 2001       | Caribbean Cup 2001              | Cuba − Suriname | 4 − 3   |
| 8  | Fort-de-France   | 10 november 2006  | Caribbean Cup 2007 kwalificatie | Cuba − Suriname | 3 − 1   |
| 9  | Havana           | 12 oktober 2008   | Caribbean Cup 2008 kwalificatie | Cuba − Suriname | 6 − 0   |
| 10 | Saint John's     | 12 november 2010  | Caribbean Cup 2010 kwalificatie | Suriname − Cuba | 3 − 3   |
| 11 | Scarborough      | 14 november 2012  | Caribbean Cup 2012 kwalificatie | Cuba − Suriname | 5 − 0   |
| 12 | Santiago de Cuba | 12 september 2023 | CONCACAF Nations League 2023/24 | Cuba − Suriname | 1 − 0   |

## Samenvatting
| Competitie                 | Totaal gespeeld | Winst Cuba | Gelijk | Winst Suriname | Doelsaldo Cuba – Suriname |
| -------------------------- | --------------- | ---------- | ------ | -------------- | ------------------------- |
| WK-kwalificatie            | 4               | 2          | 2      | 0              | 4 − 0                     |
| CONCACAF Gold Cup          | 1               | 0          | 0      | 1              | 0 − 2                     |
| CONCACAF Nations League    | 1               | 1          | 0      | 0              | 1 − 0                     |
| Caribbean Cup              | 2               | 2          | 0      | 0              | 8 − 3                     |
| Caribbean Cup-kwalificatie | 4               | 3          | 1      | 0              | 17 − 4                    |
| Totaal                     | 12              | 8          | 3      | 1              | 30 − 9                    |

Wedstrijden bepaald door strafschoppen worden, in lijn met de FIFA, als een gelijkspel gerekend.
AFC · A-internationals · Bondscoaches · Cubaans vrouwenelftal · Cuba U21 · Cuba U20 · Cuba U19 · Cuba U18 · Cuba U17
1920 – 1949 ·
1950 – 1969 ·
1970 – 1979 ·
1980 – 1989 ·
1990 – 1999 ·
2000 – 2009 ·
2010 – 2019 ·
2020 − 2029
WK 1938
OS 1976 ·
OS 1980
Albanië ·
Algerije ·
Angola ·
Antigua en Barbuda ·
Aruba ·
Bahama's ·
Barbados ·
Belize ·
Bermuda ·
Bolivia ·
Britse Maagdeneilanden ·
Bulgarije ·
Canada ·
Chili ·
China ·
Colombia ·
Costa Rica ·
Curaçao ·
DDR ·
Dominica ·
Dominicaanse Republiek ·
Ecuador ·
El Salvador ·
Ghana ·
Grenada ·
Guatemala ·
Guyana ·
Haïti ·
Honduras ·
Indonesië ·
Jamaica ·
Kaaimaneilanden ·
Kameroen ·
Mexico ·
Nicaragua ·
Nederlandse Antillen ·
Panama ·
Puerto Rico ·
Roemenië ·
Saint Kitts en Nevis ·
Saint Lucia ·
Saint Vincent en de Grenadines ·
Suriname ·
Trinidad en Tobago ·
Turks en Caicoseilanden ·
Uruguay ·
Venezuela ·
Verenigde Staten ·
Zuid-Korea ·
Zweden
SVB · 
Surinaams vrouwenelftal · 
Olympisch elftal
1934 – 1939 ·
1940 – 1949 ·
1950 – 1959 ·
1960 – 1969 ·
1970 – 1979 ·
1980 – 1989 ·
1990 – 1999 ·
2000 – 2009 ·
2010 – 2019 ·
2020 – 2029
Anguilla ·
Antigua en Barbuda ·
Aruba ·
Barbados ·
Bermuda ·
Britse Maagdeneilanden ·
Canada ·
Costa Rica ·
Cuba ·
Curaçao ·
Denemarken ·
Dominica ·
Dominicaanse Republiek ·
El Salvador ·
Grenada ·
Guatemala ·
Guyana ·
Haïti ·
Honduras ·
India ·
Jamaica ·
Kaaimaneilanden ·
Mexico ·
Montserrat ·
Nederland ·
Nederlandse Antillen ·
Nicaragua ·
Puerto Rico ·
Saint Kitts en Nevis ·
Saint Lucia ·
Saint Vincent en de Grenadines ·
Thailand ·
Trinidad en Tobago